# St. Antonius Abbas (Essen-Schönebeck)

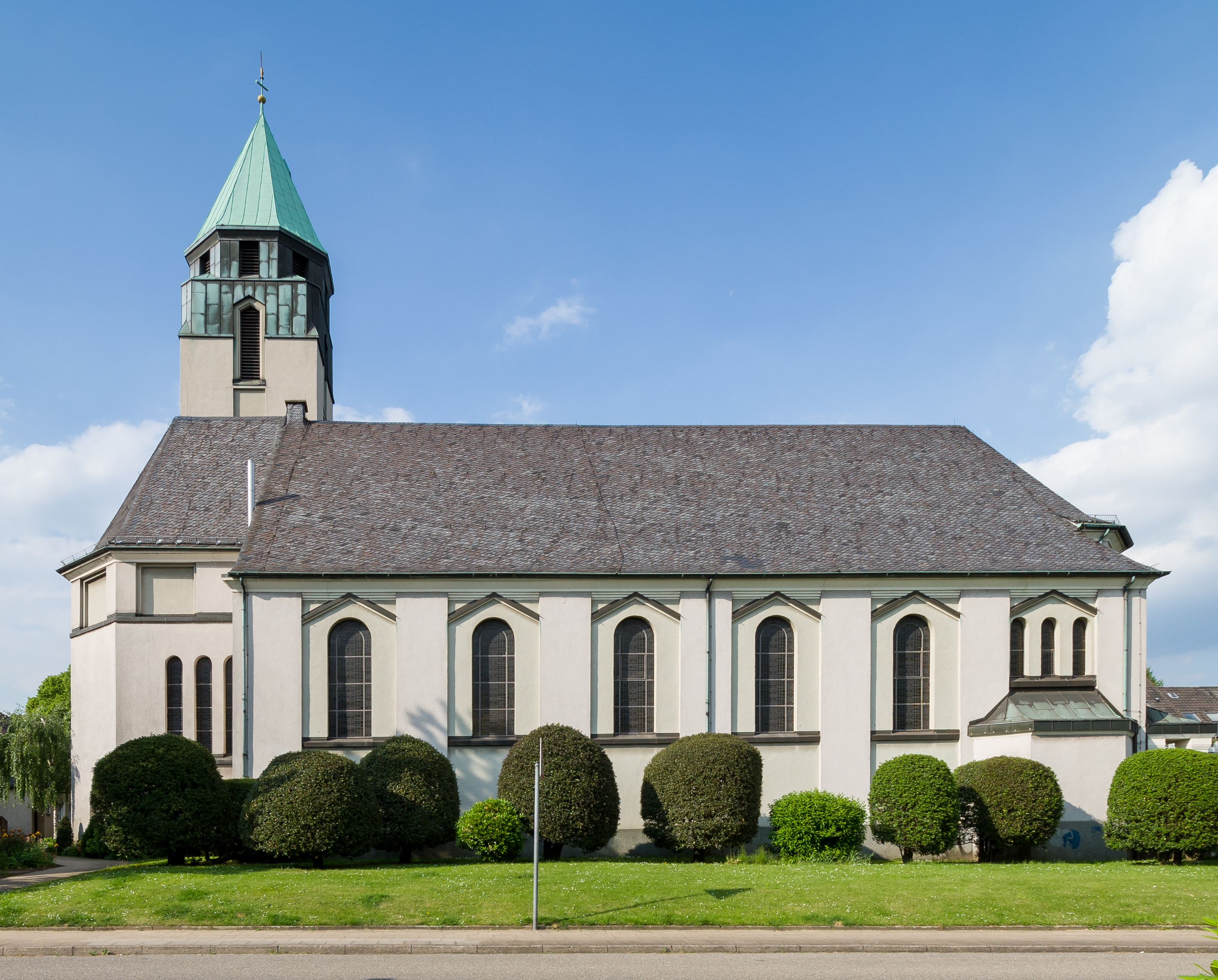
St. Antonius Abbas Essen-Schönebeck

Die Kirche St. Antonius Abbas ist ein römisch-katholisches Kirchengebäude im Essener Stadtteil Schönebeck. Sie wurde von 1925 bis 1927 erbaut und gehört heute zur Pfarrgemeinde St. Josef in Frintrop.

## Geschichte
Am 30. September 1899 wurde der erste Rektor der am 5. November 1899 benedizierten Notkirche St. Antonius Abbas ernannt, die zur Muttergemeinde St. Dionysius in Borbeck gehörte. Am 1. März 1908 wurde sie aus der Muttergemeinde ausgepfarrt und zur kanonischen Pfarrei erhoben.
Die Grundsteinlegung der Kirche erfolgte am 5. Juli 1925, die Konsekration durch Weihbischof Joseph Hammels am 8. Mai 1927. Dazu waren der Oberbürgermeister Franz Bracht und der Reichsarbeitsminister Heinrich Brauns, der in der Gemeinde Schönebeck einst Seelsorger war, gekommen. 1931 kam ein Altar hinzu.
Im Zweiten Weltkrieg wurde das Gebäude durch Bombenangriffe am 4. März 1943 und am 23. Oktober 1944 zerstört. Der Wiederaufbau war 1957 abgeschlossen. Unversehrt blieben Altäre, Apsis, Kirchturm und Sakristei mit den Paramenten und Kultgegenständen.
Nach Plänen des Bistums Essen soll die Kirche profaniert werden. Grundlage für die Profanierung ist das Votum der Pfarrgemeinde St. Josef, welches im Dezember 2017 als Resultat des Pfarrentwicklungsprozesses dem Bischof Franz-Josef Overbeck übergeben wurde. Seit dem 31. Dezember 2017 erhebt sich durch den Anschlag der sogenannten „zehn Gebote“ im Schaukasten der Kirche St. Antonius Abbas durch den hiesigen Pastor reger Widerstand gegen die bevorstehende Profanierung.

## Ausstattung
Die Orgel der Firma Orgelbau Romanus Seifert & Sohn wurde 1958 eingebaut. Sie besteht aus etwa 1400 Pfeifen, die sich auf 22 Register verteilen und hat zwei Manuale und ein Pedal. Im Herbst 2008 wurde sie einer Grundsanierung unterzogen.
Aus Anlass des 25-jährigen Bestehens der Pfarrei im Jahr 1922 wurde die Kirche neu ausgemalt. In der Apsis entstand hinter dem Hochaltar ein Christustbild, gemalt vom Bottroper Künstler Josef Hennefeld, ein Schüler des bekannten Kölner Künstlers Jan Thorn Prikker. Im Jahr 1940 wurde die Apsis mit dem noch heute erhaltenen Mosaikbild ausgestattet. Im selben Jahr wurden auch die beiden Mosaikbilder der Seitenaltäre gelegt sowie die sechs der acht Kirchenfenster mit Motiven Heiliger erneuert. Letztere wurden durch die Bombenangriffe des Zweiten Weltkriegs zerstört.
Im Kirchenschiff befinden sich seit etwa 1950 Fenster aus Kathedralglas eines unbekannten Künstlers. 1960 kamen in Blei gefasste Antikglasfenster unter der Orgelempore hinzu, deren Künstler ebenfalls nicht bekannt ist. 1981 wurden in der Sakristei in Blei gefasste Antikglasfenster des Künstlers Markus Nowak eingesetzt.
Die Kirche besitzt folgende drei Glocken:
| Nr. | Durchmesser (mm) | Masse (kg, ca.) | Schlagton (HT-1/16) | Gießer                                  | Gussjahr |
| 1   | 1.400            | 1.900           | es′                 | Bochumer Verein für Gußstahlfabrikation | 1926     |
| 2   | 1.250            | 1.200           | ges′                | Bochumer Verein für Gußstahlfabrikation | 1926     |
| 3   | 1.050            | 850             | as′                 | Bochumer Verein für Gußstahlfabrikation | 1926     |